# Perstorp (đô thị)
Đô thị Perstorp (tiếng Thụy Điển: Perstorp kommun) là một đô thị ở hạt Skåne của Thụy Điển. Thủ phủ là thị xã Perstorp. Dân số thời điểm 31 tháng 12 năm 2000 là 6745 người.